# 紀元前779年
紀元前779年（きげんぜん779ねん）は、西暦による年。

## 他の紀年法
- 干支 : 壬戌
- 中国
  - 周 - 幽王3年
  - 魯 - 孝公28年
  - 斉 - 荘公贖16年
  - 晋 - 文侯2年
  - 秦 - 荘公43年
  - 楚 - 若敖12年
  - 宋 - 戴公21年
  - 衛 - 武公34年
  - 陳 - 夷公2年
  - 蔡 - 釐侯31年
  - 曹 - 恵伯17年
  - 鄭 - 桓公28年
  - 燕 - 頃侯12年
- 朝鮮
  - 檀紀1555年
- ユダヤ暦 : 2982年 - 2983年